# Jeux d'enfants
Jeux d'enfants é um filme de drama romântico coproduzido por França e Bélgica, dirigido por Yann Samuell e lançado em 2003.